# 馬坦薩斯 (佩拉維亞省)
18°20′N 70°20′W / 18.333°N 70.333°W
馬坦薩斯（Matanzas, Dominican Republic），是多明尼加共和國的城鎮，位於該國南部，由佩德納萊斯省負責管轄，面積101.04平方公里，2014年人口35,414，人口密度每平方公里350人。